# Шаняви-Поняти
Шаняви-Поняти (пол. Szaniawy-Poniaty) — село в Польщі, у гміні Тшебешув Луківського повіту Люблінського воєводства.
Населення — 633 особи (2011).
У 1975-1998 роках село належало до Седлецького воєводства.

## Демографія
Демографічна структура станом на 31 березня 2011 року:
|          | Загалом | Допрацездатний вік | Працездатний вік | Постпрацездатний вік |
| -------- | ------- | ------------------ | ---------------- | -------------------- |
| Чоловіки | 316     | 81                 | 199              | 36                   |
| Жінки    | 317     | 69                 | 175              | 73                   |
| Разом    | 633     | 150                | 374              | 109                  |